# یوئی‌ام ادجندا
یوئی‌ام ادجندا (انگلیسی: UEM Edgenta) شرکت صنایع شیمیایی مالزیایی است، که در سال ۱۹۹۵ توسط شرکت یوئی‌ام تأسیس شد.